# GSP體育場
"The Pancyprians"體操俱樂部體育場 (GSP體育場) (希臘語：Στάδιο Γυμναστικός Σύλλογος "Τα Παγκύπρια") 是一座位於賽普勒斯尼科西亞區斯特羅沃洛斯的足球場。雖然按照國際標準來說很小，但它是賽普勒斯最大的體育場，可容納22,859人，於1999年啟用。

## 演唱會
| 2023年6月3日 | 席琳·狄翁 | 勇氣全球巡迴演唱會 | 不適用 | 不適用 |